# Holcocera dives
Holcocera dives é uma espécie de mariposa do gênero Holcocera pertencente à família Coleophoridae.